# Paracamptus reductus
Paracamptus reductus är en kräftdjursart som beskrevs av M. S. Wilson 1956. Paracamptus reductus ingår i släktet Paracamptus och familjen Canthocamptidae. Inga underarter finns listade i Catalogue of Life.